# An Phú (huyện in An Giang)
An Phú is een district in de Vietnamese provincie An Giang. Deze provincie behoort tot de regio Mekong-delta.
De hoofdstad van An Phú is de gelijknamige stad An Phú. An Phú bestaat verder uit de stad Long Bình. Verder zijn er nog de xã's:
1. Đa Phước
2. Khánh An
3. Khánh Bình
4. Nhơn Hội
5. Phú Hội (An Giang)
6. Phú Hữu
7. Phước Hưng
8. Quốc Thái
9. Vĩnh Hậu
10. Vĩnh Hội Đông
11. Vĩnh Lộc
12. Vĩnh Trường

Het district heeft een oppervlakte van ongeveer 209 km² en een populatie van ongeveer 178.613 inwoners.